# Giovanni Cantarella
Giovanni Cantarella (fl. 1799–1848) è stato un militare italiano. Combatté prima nell'esercito francese, sia rivoluzionario sia napoleonico, poi per il Regno di Napoli e il Regno delle Due Sicilie. Dopo aver partecipato a diverse guerre napoleoniche, fece parte del contingente del regno delle due Sicilie nella Prima guerra d'indipendenza italiana.

## Biografia
Il 28 aprile 1799 si arruolò nell'esercito repubblicano francese, come volontario della 27e demi-brigade légère «1 Floreal», dal 1803 27e régiment d’infanterie légère. Fu promosso caporale nel 1808, sergente nel 1811, aiutante sottufficiale nel 1812 e secondo tenente nel 1813.
Nei 15 anni e 4 mesi a servizio francese partecipò alla Campagna d'Italia dell'Armée du Rhin del 1799; alle campagne del 1800, 1801, 1802, 1803, 1804 e 1805 (nel corso della quale fu ferito gravemente alla spalla destra vicino Wasburg e combatté nella battaglia di Austerlitz) in Hannover; alla campagna di Prussia e Polonia del 1806–7 (Quarta coalizione); alla guerra d'indipendenza spagnola (1808–11), durante la quale fu ferito gravemente per un colpo di fucile alla testa nel corso della battaglia di Talavera (1809) e ricevette una ferita alla gamba durante l'assedio di Cadice (1811); alle campagne in Germania del 1812 e 1813. In questo periodo il suo reggimento ricevette gli onori per le battaglie di Austerlitz 1805, Jena 1806, Friedland 1807, mentre a Cantarella fu conferita la Legion d'onore (21 giugno 1813).
Il 25 agosto 1814 divenne Secondo Tenente del 10º Reggimento di linea napolitano che, parte della 4ª Divisione comandata da Andrea Pignatelli di Cerchiara, combatté nella guerra austro-napoletana, in particolare nella battaglia di Castel di Sangro (13 maggio 1815).
Il 19 ottobre 1815 fu nominato Secondo Tenente del Reggimento Principe Leopoldo; nell'aprile 1823 fu distaccato alla Piazza di Napoli, mentre a gennaio 1826 divenne membro della Commissione militare di Abruzzo Ultra, per poi tornare nel settembre dello stesso anno a ricoprire la carica di Secondo Tenente nel Reggimento Principe Fanteria. Nel 1830 fu promosso Primo Tenente dello stesso reggimento.
Il 24 settembre 1841 fu nominato Capitano del 10º Reggimento Fanteria di Linea «Abruzzo».
Insieme al Reggimento prese parte alla prima guerra d'indipendenza italiana, nella campagna di Lombardia. Al comando della 2ª Compagnia Cacciatori Napoletana, si distinse nei fatti d'armi del 3, 4 e 5 maggio a San Silvestro e in quello del 13 maggio a Montanara. Il 29 maggio era ancora a Montanara con la 2ª Compagnia Cacciatori, insieme ad altre tre compagnie del 10º, quando le posizioni italiane, tenute dai napoletani e dai volontari toscani, furono investite dal preponderante attacco austriaco proveniente da Mantova e costrette a ripiegare dietro il ponte di Marcaria sull'Oglio; Cantarella, ultrasessantenne, prese il comando delle truppe napoletane in ritirata e, spossato, fu portato in salvezza dai suoi uomini. Malgrado la sconfitta nella battaglia di Curtatone e Montanara, la valorosa resistenza tosco-napoletana permise alle truppe italiane di ottenere la vittoria nella successiva battaglia di Goito; per il suo contributo, Cantarella fu premiato da Carlo Alberto con la Medaglia d'argento al valor militare.